# رفتار بی‌چون‌وچرا
«رفتار بی‌چون‌وچرا» (به انگلیسی: Undisputed Attitude) آلبومی از گروه موسیقی ترش متال اسلیر است که در ۲۸ مه ۱۹۹۶ منتشر شد.